# 普拉文
普拉文（法語：Poullaouen，法語發音：[pulawɛn] ⓘ）是法国菲尼斯泰尔省的一个市镇，属于沙托兰区。2019年，市镇洛克马里亚贝里安并入普拉文。

## 地名
该地名“Poullaouen”发音为[pulawɛn]，《世界地名翻译大辞典》与《世界地名译名词典》将其误译作“普劳昂”。

## 地理
普拉文（48°20'24"N, 3°38'33"W）面积71.36 平方千米，位于法国布列塔尼大區菲尼斯泰尔省，该省份为法国最西部的省份，位于布列塔尼半岛西部，北西南三面环大西洋，东临阿摩尔滨海省和莫尔比昂省。
与普拉文接壤的市镇（或旧市镇、城区）包括：凯尔格洛夫、卡诺埃特、普卢内韦泽勒、普卢耶、斯克里尼亚克、贝里安、于埃尔戈阿特。
普拉文的时区为UTC+01:00、UTC+02:00（夏令时）。

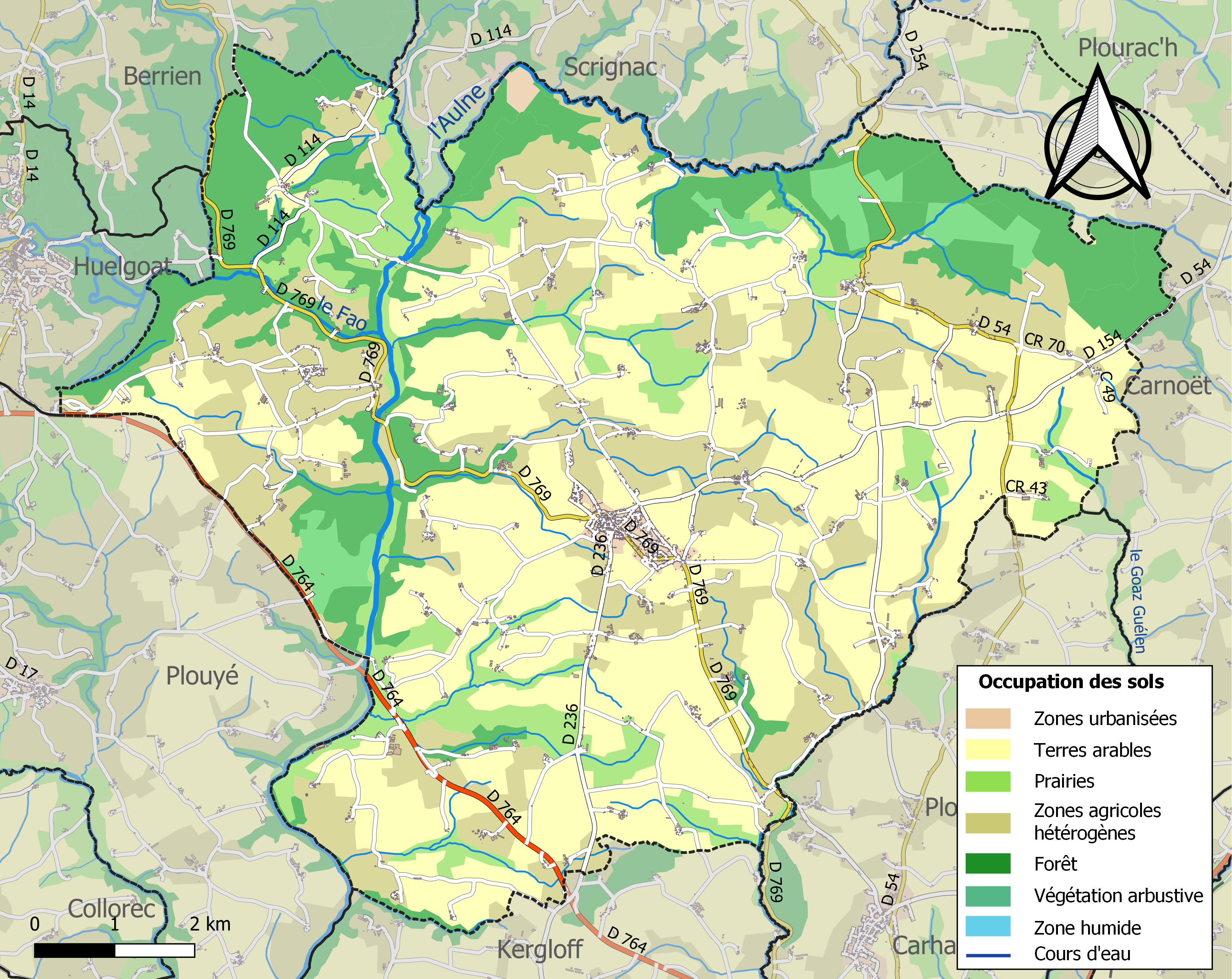
普拉文的OSM定位图

## 行政
普拉文的邮政编码为29246，INSEE市镇编码为29227。

## 政治
普拉文所属的省级选区为卡赖普卢盖尔县。

## 人口

1962-2008年间普拉文人口变化图示

普拉文于2022年1月1日时的人口数量为1466人。